# Pachydota nervosa
Pachydota nervosa är en fjärilsart som beskrevs av Felder 1874. Pachydota nervosa ingår i släktet Pachydota och familjen björnspinnare. Inga underarter finns listade i Catalogue of Life.